# Angela Lansbury

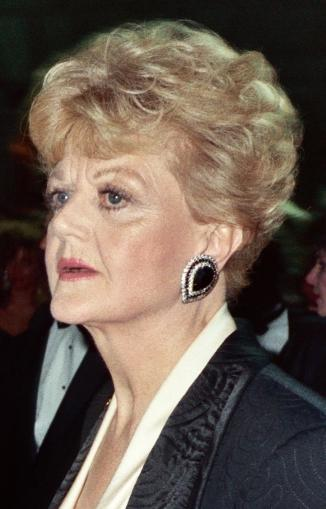
Angela Lansbury 1989.

Angela Brigid Lansbury, född 16 oktober 1925 i London, död 11 oktober 2022 i Los Angeles, var en brittisk skådespelare. Lansburys karriär spänner över sju decennier. Hon verkade främst i USA. 
Lansbury anlände till Hollywood 1942 och knöts till Metro-Goldwyn-Mayer, för vilka hon spelade in filmer som Gasljus (1944) och Dorian Grays porträtt (1945), roller som renderade henne Oscarsnomineringar i kategorin bästa kvinnliga biroll. Lansbury inledde även en karriär inom TV och blev känd för rollen som författaren och amatördetektiven Jessica Fletcher i TV-serien Mord och inga visor (1984–1996). Hon var även verksam som röstskådespelare samt som scenskådespelare vid Broadway.

## Biografi
Angela Lansbury var barnbarn till George Lansbury och studerade vid teaterskola från tidig barndom. År 1940, när London drabbades av Blitzen under andra världskriget, begav hon sig till New York, där hon fortsatte sina teaterstudier medan hon försörjde sig som affärsbiträde.
År 1943 kom hon till Hollywood och skrev på ett filmkontrakt med Metro-Goldwyn-Mayer. Där spelade hon in filmer som Gasljus (1944, Hollywooddebut) och Dorian Grays porträtt (1945), roller som renderade henne Oscarsnomineringar i kategorin bästa kvinnliga biroll. 
Bland Angela Lansburys senare filmer märks Efter regn kommer solsken (1946), Hjärntvättad (1962), Sängknoppar och kvastskaft (1971), Döden på Nilen (1978) och Little Gloria... Happy at Last (1982). Lansbury inledde även en karriär inom TV och blev känd för rollen som författaren och amatördetektiven Jessica Fletcher i TV-serien Mord och inga visor (1984–1996). Hon var även verksam som röstskådespelare och gjorde bland annat rösten till mrs. Potts i Skönheten och odjuret (1991) och änkekejsarinnan Maria Fjodorovna i Anastasia (1997). 
Lansbury fick ofta spela kvinnor mycket äldre än hennes verkliga ålder. Hon vann stor respekt för sin professionalism och en av hennes mest minnesvärda roller är som Laurence Harveys satkärring till mor i filmen Hjärntvättad 1962. En roll som hon fick trots att Harvey var bara tre år yngre än Lansbury.
Lansbury fick också stora framgångar på Broadway och vann Tony-utmärkelser för sina roller i musikalerna Mame 1966 och Sweeney Todd 1979.

## Filmografi i urval
- 1944 – Gasljus
- 1945 – Dorian Grays porträtt
- 1946 – Harvey Girls
- 1946 – Efter regn kommer solsken
- 1948 – De tre musketörerna
- 1949 – Simson och Delila
- 1956 – Hovnarren
- 1958 – Vad vet mamma om kärlek?
- 1958 – Lång het sommar
- 1960 – Mörkret i trappan
- 1961 – Blue Hawaii
- 1962 – Hjärntvättad
- 1965 – Ett lättfärdigt stycke
- 1965 – Mannen från Nasaret
- 1971 – Sängknoppar och kvastskaft
- 1978 – Döden på Nilen
- 1979 – En dam försvinner
- 1980 – Spegeln sprack från kant till kant
- 1982 – Little Gloria... Happy at Last
- 1984–2003 – Mord och inga visor (TV-serie)
- 1986 – Magnum, avsnitt Novel Connection (gästroll i TV-serie)
- 1990 – Resan till den gröna ön (TV-film)
- 1991 – Skönheten och odjuret (röst – mrs. Potts)
- 1997 – Anastasia (röst – änkekejsarinnan Maria Fjodorovna)
- 1997 – Skönheten och Odjuret - Den förtrollade julen (röst – mrs. Potts)
- 1999 – Fantasia 2000
- 2004 – The Blackwater Lightship
- 2011 – Poppers pingviner
- 2017 – Unga kvinnor (Miniserie)
- 2018 – Mary Poppins kommer tillbaka